# Karabiszczy
Karabiszczy (biał. Карабішчы; ros. Коробищи, Korobiszczi, pol. hist. Korobiszcze) – wieś na Białorusi, w obwodzie witebskim, w rejonie orszańskim, w sielsowiecie Arechausk, przy drodze magistralnej M1.

## Historia
W XIX i w początkach XX w. położone były w Rosji, w guberni mohylewskiej, w powiecie orszańskim, w gminie Wysokie. Następnie w granicach Związku Sowieckiego. Od 1991 w niepodległej Białorusi.